# 히사쓰 오렌지 철도

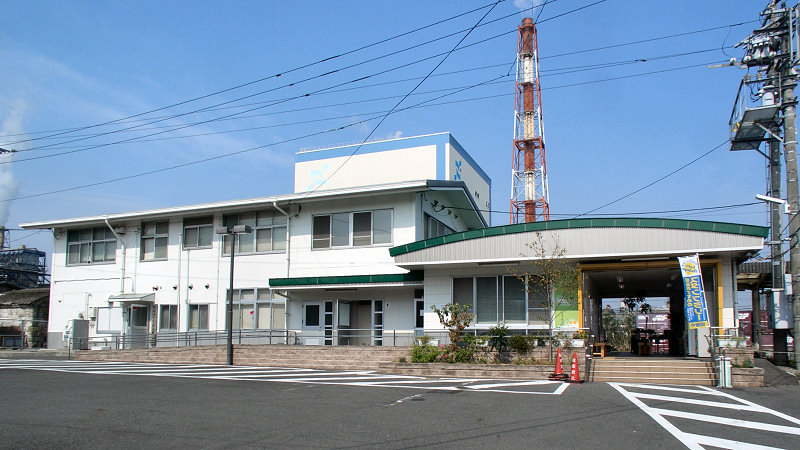

히사쓰 오렌지 철도(일본어: 肥薩おれんじ鉄道, 히사쓰오렌지데쓰도우)는 규슈 신칸센 신야쓰시로 - 가고시마 중앙간의 철도 개업을 수반하여, 규슈 여객철도로부터 경영권이 이관된 가고시마 본선 야쓰시로 - 센다이간을 운영하고 있는, 구마모토현이나 가고시마현 등의 연선 지자체와 일본 화물철도가 출자하는 민간 투자방식의 철도 회사이다.

## 개요
가고시마현이나 가고시마 현 연선 시정촌의 신칸센이 정차하지 않는 아쿠네시 이외에 재래선을 남기지 않고, 이 BTO 방식의 회사는 구마모토현 주도로 진행이 되었다. 그러나 예상외에 경영이 어려움에 처해진 바람에, 2008년 이후 적립금의 반환 등 철거가 이미 시작되었다. 또한 규슈 신칸센 나가사키 본선의 병행이 변칙적인 형태라고 하더라도 20년간 규슈 여객철도가 운행하는 것으로 결착한 것에 대해, 규슈 여객철도로 쏟아지는 불만도 전해지고 있다.
이 철도 노선의 개업 전부터 '전폐론'도 세울 수 있었다고 한다. 그러나 개업 초까지 홈페이지 내 게시판이 설치되어 있었지만, 철도 운영에 대한 비판이나 행위가 증가하자마자 게시판은 전면적으로 폐쇄했다. 또한 규슈 여객철도 가고시마 본선과 비교해 운임요금이 1.2배 가까이 오른 가운데, 정기권의 가격도 올라 연선 내의 고등학교 통학이 오토바이 통학으로 이행되거나 심야 운행 등의 불편을 겪었으므로, 철도 이용객이 자가용으로 이용하는 가운데, 히사쓰 오렌지 철도 노선에 병행해 개통하는 남큐슈 자동차 전용 도로와의 경쟁으로 더욱 더 존재 의의가 없어질 가능성도 제기되었다.

## 연혁
- 1991년 - 가고시마 본선의 야쓰시로 - 센다이간 노선을 유지하는 조건에 의한 규슈 신칸센 착공.
- 2002년 10월 31일 설립
- 2004년 3월 13일 - 규슈 여객철도로부터 야쓰시로 - 센다이 구간을 승계하여 개업. 히나구 역을 히나구 온천으로 개정.
- 2005년 3월 1일 - 다노우라오타치미사키공원 신설. 또한, 고교생 통학의 편리를 위하여 고메노쓰 기점 열차가 평일에만 운행 개시.
- 2008년 3월 15일 - 토요일과 휴일, 이즈미로부터 구마모토·가고시마추오에 직통으로 하는 쾌속 열차를 왕복 2회 각각 신설.
- 2011년 3월 12일 - 고메노쓰, 노다고행 열차가 1개 증편, 규슈 신칸센 이용 편리성을 더 확대하기 위해, 신야쓰시로 행 열차 증편.

## 주요 주주
- 구마모토현 · 야쓰시로시 · 쓰나기정 · 아시키타정 · 미나마타시
- 가고시마현 · 이즈미시 · 아쿠네시 · 사쓰마센다이시
- 일본화물철도

## 노선
- 히사쓰 오렌지 철도선: 야쓰시로역 - 센다이역: 116.9 km

제3섹터 회사 방식의 철도로서는 규슈에서 연장 노선이 가장 길다. 2006년 제3섹터 기업 중 최장 노선이었던 홋카이도 지호쿠 고원 철도
후루사토 은하선이 폐지된 가운데, 제3섹터 방식의 철도 노선으로서는 최장 노선으로 자리 잡았다. 그러나 2010년 12월 4일에는 도호쿠 본선
하치노헤 - 아오모리간이 JR 동일본로부터 아오이모리 철도로 이관되어 아오이모리 철도선
메토키 - 아오모리 구간 영업거리가 121.9km가 된 가운데, 히사쓰 오렌지 철도선은 결국 일본 제3섹터 최장 노선을
아오이모리 철도선에게 최장 노선 자리를 내 주었다.
개업 시부터, 규슈 신칸센 접속과 연선의 고등학교에의 편리성을 위해서 이외에 규슈 여객철도 가고시마 본선 신야쓰시로 - 야쓰시로간과 센다이역 - 구마노조 구간을 노선 연장해 운전하고 있다. 병행 재래선으로부터의 전환된 제3섹터 철도에서는 유일 현청 소재지(구마모토시·가고시마시)에 직통하지 않는 철도였지만, 2008년에 시행된 개정으로부터 토요일·일요일 등의 휴일만 이즈미에서 구마모토까지 운행하는 쾌속 열차 '슈퍼 오렌지'와 가고시마추오을 운행하는 쾌속 열차 「오션 나이트 사쓰마」가 신설되어 두 지역 현청이 소재되어 있는 구마모토 역과 가고시마 중앙역에 노선을 연장하게 되었다. 덧붙여 가고시마 중앙역 발 신야쓰시로 행 「오션 나이트 사쓰마 4호」는 히사쓰 오렌지 철도 경유의 열차에서는 최장의 169.0 km의 거리를 달려, 가고시마 중앙역 - 우시노하마간은 쾌속 운전으로 우시노하마 역 - 신야쓰시로 역 구간은 각 역에 정차한다.

## 전동 차량
영업 구간은 점점 교류화가 진행되고 있지만, 차량은 경비 절감을 위해서 고가의 교류 전철을 피하고 기동차를 채용하고 있다.
그러나, 접속하는 가고시마 본선으로부터 직통해 오는 임시 열차 · 회송 열차 · 화물 열차가 있기 위해,
전기 설비는 일본화물철도가 유지 관리하는 형태로 남아 있다.
- HSOR-100形
- HSOR-150形